# Panamadesmus sculptilis
Panamadesmus sculptilis är en mångfotingart som beskrevs av Loomis 1961. Panamadesmus sculptilis ingår i släktet Panamadesmus och familjen kuldubbelfotingar. Inga underarter finns listade i Catalogue of Life.